# Джан-Мухаммед
Джан-Мухаммед-ефенді (варіанти імені Джан-Мухаммед, Джанмухамед, Шейх Мухаммед-ефенді) — кримськотатарський поет, літописець та аристократ XVII ст. Зять Тугай-бея. Автор дастану (поеми) «Про похід Іслям Ґерая III спільно з Богданом Хмельницьким на Польщу 1648-49 рр.» про події Хмельниччини. Цю поему виявив улітку 1925 року в рукописному вигляді в селі Капсихор і ввів до наукового обігу український кримськотатарський орієнталіст Осман Акчокракли.

## Про похід Іслям Ґерая II
Поема оповідає про союз Кримського ханства і Війська Запорозького на початку визвольних змагань 1648-54 рр., зокрема про спільний похід під проводом хана Ісляма Ґерая III і гетьмана Богдана Хмельницького («Мелеска» — у тексті) проти польських військ Речі Посполитої. При цьому особливу увагу звернено на постать Туган-бея, перекопського мурзи, з яким у запорожців були тісні стосунки.